# Channel 101 NY
Channel 101: NY, anteriorment conegut com a Channel 102, és una projecció mensual en directe de "programes de televisió" de cinc minuts de durada a la ciutat de Nova York, creada per Tony Carnevale, amb les benediccions de Dan Harmon i Rob Schrab . Harmon i Schrab van crear Channel 101, el festival de cinema amb seu a Los Angeles que va inspirar Channel 101: NY.
Channel 101: NY es va llançar el 3 de febrer de 2005 com a Channel 102 a l'aparador Variety Underground al Parkside Lounge. Per a aquesta projecció de debut, es van acceptar tots els pilots presentats que complien la durada màxima de cinc minuts. Es van mostrar onze i els cinc primers es van convertir en els primers programes de "prime time" del Channel 102.

## Concepte i història
El concepte és idèntic al del Channel 101 de Los Angeles i segueix el seu model d'operacions. Qualsevol persona pot enviar un pilot mitjançant un enllaç privat o una cinta DV. El contingut, el gènere i l'estil de la sèrie estan completament oberts sempre que la durada de la sèrie sigui inferior a cinc minuts. De totes les trameses, només es projecta una part per al públic en directe.
Entre tres i set nous pilots s'uneixen al prime time on estaran les continuacions dels cinc anteriors pilots guanyadors. Al final de la projecció, tots els membres del públic omplen "Paperetes de decisió executiva", votant les seves cinc millors sèries. Només els programes amb les cinc qualificacions més altes tornaran el mes següent amb un episodi nou, la resta de programes estan "cancel·lats".
El "Prime Time Panel" està format per representants de les sèries amb el total de vots de públic més alt de la projecció del mes anterior. A la projecció (que es produeix aproximadament cada mes), el públic vota (o "renova") els seus cinc programes preferits. Els creadors d'aquestes sèries continuen fent episodis nous cada mes fins que cauen dels cinc primers, cosa que significa que han estat “cancel·lats”.

### Ubicacions de projecció
Després de deixar el Parkside Louge, Channel 102 va realitzar diverses projeccions al Upright Citizens Brigade Theatre (Nova York) de març a setembre del 2005. El novembre de 2005, Channel 102 es va traslladar al Courthouse Theatre de 192 places a The Anthology Film Archives. Altres llocs anteriors van incloure Pianos Bar i Tribeca Cinemas. Channel 101: NY es va projectar al Upright Citizens Brigade Theatre a la ubicació de UCBeast al 153 E 3rd Street del 2012 al 2018 i, més recentment, s'ha projectat regularment al microcinema de l'espectacle Theater.

### Canvis de format
Al novembre de 2007, Kelly Kubik, ex assistent personal i col·laborador creatiu de Dan Harmon en molts programes de 101, i Stephen Levinson es van traslladar a Nova York, Levinson substituint a Will Hines com a "showrunner" del Channel 102. Levinson va iniciar diverses iniciatives noves, com ara traslladar la projecció dels cinemes Tribeca al Pianos 'Bar, fer l'entrada gratuïta i canviar el nom del Channel 102 com a "Canal 101: NY" per unir les marques. Aleshores, Ed Mundy va prendre el control i va ajudar a traslladar el programa a UCB East, on encara es fan projeccions mensuals.

## Personalitats notables
| - Tony Carnevale – Locked in A Closet, Purgatory - Will Hines – The Fun Squad, Sexual Intercourse: American Style - John Gemberling – Gemberling - Curtis Gwinn – Gemberling - Austin Bragg – Jesus Christ Supercop, The Defenders of Stan - Hunter Christy – Jesus Christ Supercop, The Defenders of Stan - Paul Gale – Animal Pick Up ArtistPlantilla:Nb5 - Kirk Damato – My Wife the Ghost, Cakey! The Cake From Outer Space - Jess Lane – Teen Homicide, The Jon & Jess Variety Hour - Abbi Jacobson – Broad City - Ilana Glazer – Broad City | - Randall Park – Dr. Miracles - Mitch Magee – Sexual Intercourse: American Style, Mister Glasses, Welcome To My Study - Karen Lurie – American Cookbook - Nick Poppy – American Cookbook - Shek Baker – Host - Chris Prine – Scissor Cop - Edward Mundy – Nice Brothers - Matt Koff – 9AM Meeting, Host - Nick Bernardone – Army Husbands - Chioke Nassor – Titsburg - Dan Opsal – Acting Reel Master Database - Dan Markowitz – NWAR – (Engaged at Hamilton) - Ellie Kemper – Sexual Intercourse: American Style, Mister Glasses - Rachel Bloom – Army Husbands |

- The Fun Squad – el primer programa de primera hora número 1[8]
- NWAR – actual de més llarga durada amb 24 episodis[9]
- NWAR – ratxa consecutiva més llarga al número 1
- Gemberling – Els episodis originals es van tornar a emetre a Fuse i es va estrenar una nova versió al bloc Adult Swim de Cartoon Network com a Fat Guy Stuck a Internet[10]
- Relacions sexuals: estil americà – de més llarga data que mai arriben a # 1[11]
- Shutterbugs – creat per Aziz Ansari i Rob Huebel, per formar posteriorment l'espectacle de comèdia d'esbossos de MTV Human Giant[12]
- I Love The '30s – Llicenciada a Comedy Central[13]
- Broad City – cancel·lada després d'un episodi, però convertida en un programa de televisió de Comedy Central amb Abbi Jacobson i Ilana Glazer[14]
- Animals – convertir en un programa de televisió a HBO que va durar tres temporades[15]